# Nepál a 2004. évi nyári olimpiai játékokon
Nepál a görögországi Athénban megrendezett 2004. évi nyári olimpiai játékok egyik részt vevő nemzete volt. Az országot az olimpián 4 sportágban 6 sportoló képviselte, akik érmet nem szereztek.

## Atlétika
Férfi

| Versenyző                   | Versenyszám | Előfutam | Előfutam | Előfutam | Döntő   | Döntő    |
| Versenyző                   | Versenyszám | Idő      | Hely.    | Össz.    | Idő     | Helyezés |
| --------------------------- | ----------- | -------- | -------- | -------- | ------- | -------- |
| Rádzsendra Bahádur Bhandari | 5000 m      | 14:04,89 | 18.      | 34.      | kiesett | kiesett  |

Női

| Versenyző          | Versenyszám | Előfutam | Előfutam | Előfutam | Elődöntő | Elődöntő | Elődöntő | Döntő   | Döntő    |
| Versenyző          | Versenyszám | Idő      | Hely.    | Össz.    | Idő      | Hely.    | Össz.    | Idő     | Helyezés |
| ------------------ | ----------- | -------- | -------- | -------- | -------- | -------- | -------- | ------- | -------- |
| Káncsi Mája Kodzsu | 1500 m      | 4:38,17  | 15.      | 41.      | kiesett  | kiesett  | kiesett  | kiesett | kiesett  |

## Sportlövészet
Férfi

| Versenyző     | Versenyszám | Selejtező | Selejtező | Döntő   | Döntő    |
| Versenyző     | Versenyszám | Pont      | Helyezés  | Pont    | Helyezés |
| ------------- | ----------- | --------- | --------- | ------- | -------- |
| Tika Sresztha | Légpuska    | 579       | 46.       | kiesett | kiesett  |

## Taekwondo
Női

| Versenyző       | Versenyszám | Nyolcaddöntő                | Negyeddöntő       | Elődöntő          | Vigaszág első kör       | Vigaszág elődöntő | Bronz- mérkőzés   | Döntő             | Helyezés |
| Versenyző       | Versenyszám | Ellenfél Eredmény           | Ellenfél Eredmény | Ellenfél Eredmény | Ellenfél Eredmény       | Ellenfél Eredmény | Ellenfél Eredmény | Ellenfél Eredmény | Helyezés |
| --------------- | ----------- | --------------------------- | ----------------- | ----------------- | ----------------------- | ----------------- | ----------------- | ----------------- | -------- |
| Szangina Baidja | Légsúly     | Chen Shih-Hsien (TPE) · 0-4 |                   |                   | Gladys Mora (COL) · 1-5 | kiesett           | kiesett           |                   | 7.       |

## Úszás
Férfi

| Versenyző      | Versenyszám | Előfutam | Előfutam | Előfutam | Elődöntő | Elődöntő | Elődöntő | Döntő   | Döntő    |
| Versenyző      | Versenyszám | Idő      | Hely.    | Össz.    | Idő      | Hely.    | Össz.    | Idő     | Helyezés |
| -------------- | ----------- | -------- | -------- | -------- | -------- | -------- | -------- | ------- | -------- |
| Elisz Sresztha | 100 m mell  | 1:12,25  | 4.       | 59.      | kiesett  | kiesett  | kiesett  | kiesett | kiesett  |

Női

| Versenyző     | Versenyszám | Előfutam | Előfutam | Előfutam | Elődöntő | Elődöntő | Elődöntő | Döntő   | Döntő    |
| Versenyző     | Versenyszám | Idő      | Hely.    | Össz.    | Idő      | Hely.    | Össz.    | Idő     | Helyezés |
| ------------- | ----------- | -------- | -------- | -------- | -------- | -------- | -------- | ------- | -------- |
| Nájana Szakja | 100 m mell  | 1:32,92  | 7.       | 47.      | kiesett  | kiesett  | kiesett  | kiesett | kiesett  |